# Princípio da oralidade
O princípio da oralidade determina que certos atos devem ser praticados oralmente, ou seja, recomenda a prevalência da palavra falada sobre a escrita nos processos. Um exemplo disso é o agravo, que se aconselha a ser promovido oralmente.